# Richardson, Duck and Company
Richardson, Duck and Company fu un'azienda di cantieristica navale di Thornaby-on-Tees, attiva tra il 1855 e il 1925.

## Storia
Il cantiere fu fondato nel 1852 col nome South Stockton Iron Ship Building Co. Il terreno era lo stesso appartenuto alla fabbrica di motori Fossick di Stockton e la prima nave a vapore di ferro costruita fu la SS Advance. Nel 1855 Joseph Richardson e George Nixon Duck presero possesso del cantiere. Nei primi 10 anni costruirono cinquanta navi a vapore in ferro, un piroscafo a pale, dieci navi a vela e 29 chiatte. Nel 1859 costruirono il vapore a pale Tasmanian Maid, che nel 1863 fu convertito nella cannoniera HMS Sandfly.
Nel 1859 la Richardson, Duck and Company assorbì il cantiere Rake Kimber di Middlesbrough. Lì costruirono circa 11 navi e poi il cantiere fu venduto a Backhouse & Dixon nel 1862. Nel 1870 la Richardson, Duck costruì la Burgos, che nel 1884 fu rimotorizzata con un motore a triplice espansione costruito da Blair & Co di Stockton. Nel 1893 l'azienda costruì la nave mercantile tedesca Athen.
Attorno al 1900 la Richardson, Duck and Company iniziò a costruire scafi in acciaio. Alla fine del decennio la Richardson, Duck and Company aveva costruito 500 tra navi da carico e chiatte e acquisì anche la licenza per la struttura longitudinale sistema Isherwood.
Fra le navi costruite da Richardson, Duck and Company nel 1911 vi fu la nave cargo Budapest che venne poi rinominata Kerwood e che nel 1918 entrò a far parte delle US Navy. Nel 1912 la Richardson, Duck and Company costruì 12 navi e divenne una società a responsabilità limitata.
Durante la prima guerra mondiale il cantiere costruì la corvetta classe Arabis HMS Rosemary e quella classe Aubrietia HMS Tulip. Costruì anche una dozzina di navi da carico varie, otto standard classe "A"e una petroliera classe "AO". In tempo di guerra alla Richardson, Duck and Company furono commissionate anche imbarcazioni civili: la Farnworth, Plawsworth e Cardigan, varate nel 1917; la Kenilworth, War Vulture, War Ostrich e War Anglian, tutte varate nel 1918 e la Clearton, varata nel 1919.
Nel 1919 la Richardson, Duck and Company divenne una società ad azionariato diffuso e nel 1920 James e Walter Gould divennero azionisti di maggioranza. nel 1922 il cantiere soffrì di scioperi del personale e della mancanza di ordini. L'ultima nave costruita da Richardson, Duck and Company fu la Southborough nel 1924. Nel maggio 1925 il gruppo Gould andò in liquidazione e nel 1933 il cantiere fu demolito.